# Bridget Carleton
Bridget Carleton (ur. 22 maja 1997 Chatham-Kent) – kanadyjska koszykarka, występująca na pozycji rzucającej, reprezentantka kraju, obecnie zawodniczka Minnesoty Lynx.
3 lipca 2019 zwolniona przez Connecticut Sun. 22 sierpnia dołączyła do Minnesoty Lynx.

## Osiągnięcia
Stan na 1 października 2019, na podstawie, o ile nie zaznaczono inaczej.

### NCAA
- Uczestniczka rozgrywek:
  - II rundy turnieju NCAA (2019)
  - turnieju NCAA (2017, 2019)
- Zawodniczka roku Big 12 (2019)
- Laureatka Cheryl Miller Award (2019)
- Zaliczona do:
  - I składu:
    - Big 12 (2017–2019)
    - najlepszych pierwszorocznych zawodniczek Big 12 (2016)
    - Academic All-Big 12 (2017–2019)
    - turnieju Big 12
    - All-American (2019 przez WBCA)

  - II składu All-American (2019 przez ESPN, Associated Press)
  - III składu All-American (2019 przez USBWA)
  - składu honorable mention:
    - All-American (2018 przez Associated Press)
    - Big 12 (2016)

### Reprezentacja
Drużynowe
- Mistrzyni Ameryki (2017)
- Wicemistrzyni Ameryki:
  - 2019[5]
  - U–18 (2014)
  - U–16 (2013)
- Uczestniczka:
  - igrzysk olimpijskich (2024 – 11. miejsce)[6]
  - mistrzostw świata:
    - 2018 – 7. miejsce, 2022 – 4. miejsce[7]
    - U–19 (2015 – 8. miejsce)
    - U–17 (2014 – 6. miejsce)

Indywidualne
- Zaliczona do I składu mistrzostw świata (2022)[7]